# وزارت توسعه اقتصادی (روسیه)
وزارت توسعه اقتصادی فدراسیون روسیه (روسی: Министерство экономического развития Российской Федерации) یک وزارت‌خانهٔ فدرال در دولت روسیه است. این وزارت‌خانه مسئول تنظیم و تدوین سیاست‌های مرتبط با توسعهٔ اجتماعی-اقتصادی و بازرگانی در روسیه است.

## تاریخچه
آندری نچایف نخستین وزیر در سال ۱۹۹۲ بود. او در سال ۱۹۹۳ برکنار شد و آندری شاپووالیانتس جای او را گرفت.
این وزارت‌خانه در طول زمان دچار تغییر در وظایف و عنوان شده است. در سال ۱۹۹۷، نهادی که در آن زمان وزارت اقتصاد نام داشت، وظایف وزارت دفاع را در خود ادغام کرد و تا سال ۱۹۹۹ به‌تنهایی آن‌ها را بر عهده داشت، سپس وظایف وزارت دفاع میان پنج نهاد تقسیم شد.
در سال ۲۰۰۰، این نهاد به وزارت توسعه اقتصادی و بازرگانی بازسازی شد و گرمن گریف به عنوان وزیر منصوب شد و تا سال ۲۰۰۷ در این سمت باقی ماند. در سپتامبر همان سال، الویرا نابیولینا جانشین او شد و تا مه ۲۰۱۲ در این سمت بود. در زمان وزارت نابیولینا، در سال ۲۰۰۸، وظایف این وزارت‌خانه در زمینهٔ سیاست‌گذاری و نظارت بر تجارت به وزارت صنعت و تجارت روسیه واگذار شد و نام آن نیز به وزارت توسعه اقتصادی تغییر یافت.
در ۲۱ مه ۲۰۱۲، اندری بلوسف جایگزین نابیولینا شد. در نوامبر ۲۰۱۶، یوگنی یلین توسط رئیس‌جمهور ولادیمیر پوتین به عنوان وزیر توسعه اقتصادی منصوب شد. پیش از او، الکسی اولیوکایف به‌اتهام رشوه‌گیری توسط سرویس امنیت فدرال روسیه بازداشت شده بود.